# David Thewlis
David Thewlis (geboren als David Wheeler, Blackpool, Lancashire, 20 maart 1963) is een Engels film-, televisie- en toneelacteur en tevens schrijver. Hij had van 2001 tot 2010 een relatie met actrice Anna Friel, met wie hij een dochter heeft. Thewlis is vooral bekend door zijn vertolking van de weerwolf Remus Lupos in de Harry Potter-filmserie.

## Jeugd
Als tiener speelde Thewlis in de rockband QED, waarvoor hij en zijn collega bandleden zelf de meeste teksten en de muziek schreven. De band trad op in enkele hotels in Blackpool en kon zo hun eigen materiaal aanschaffen en een eerste opnamesessie regelen bij Storm Studios, eveneens in Blackpool. Later speelde Thewlis in de punkrockband Door 66. Thewlis deed het redelijk als muzikant en had geen ambitie om acteur te worden. Toen zijn vrienden naar de Guildhall School of Music and Drama in Londen gingen, ging Thewlis mee.
Hij studeerde af in 1984. Toen hij zich wilde aanmelden bij de acteursvakbond, kwam hij erachter dat er al iemand aangemeld was onder de naam "David Wheeler". Hij koos toen zijn moeders geboortenaam als artiestennaam.

## Carrière
Zijn eerste baan als acteur was een theaterstuk (Buddy Holly) in Greenwich. Zijn eerste belangrijke filmrol was in de film Naked, waarvoor hij lovende kritieken en diverse prijzen kreeg (van de National Society of Film Critics (Verenigde Staten), de London Film Critics Circle, de Evening Standard, de New York Film Critics Circle en het Filmfestival van Cannes). Ondanks het "donkere" karakter van de film werd hij veel geprezen, en de rol wordt algemeen beschouwd als een van zijn beste optredens. In hetzelfde jaar verscheen hij op televisie in de film Prime Suspect 3, met onder meer Helen Mirren als tegenspeler.
In de jaren negentig verscheen Thewlis in diverse films, waaronder veel fantasy- en kostuumfilms (Restoration (1995), Black Beauty (1994), Total Eclipse (1995) met onder meer Leonardo DiCaprio, The Island of Dr. Moreau (1996), Dragonheart (1996) en Seven Years in Tibet (1997). Hij werd genomineerd voor een British Independent Film Award voor zijn rol in Divorcing Jack (1998).
Hij deed auditie voor de rol van Professor Krinkel in de eerste Harry Potterfilm maar die rol ging naar Ian Hart. In 2004 werd hij echter door regisseur Alfonso Cuarón gevraagd voor de derde film uit die serie, voor de rol van Remus Lupos, een weerwolf. Hij ging naar acteur Ian Hart voor advies, en nadat die hem had verteld dat dat het meest interessante personage uit de boeken was nam hij de rol aan. Thewlis speelde de rol van Lupos ook in de vijfde, zesde, zevende en achtste film.
In augustus 2024 kwam op Netflix de serie KAOS uit. Deze serie is een Zwarte komedie over de Griekse mythologie maar nu in de moderne (eind 20ste eeuw) tijd. Thewlis speelt hier de god van de onderwereld Hades.

## Films
- The Singing Detective (1986)
- The Short and Curlies (1987) een korte film van Mike Leigh.
- A Bit of a Do (1988)
- Little Dorrit (1988)
- Resurrected (1988)
- Oranges Are Not the Only Fruit (1990) (televisiefilm)
- Life Is Sweet (1990) - als geliefde van Nicola
- Damage (1992) - als Detective
- Naked (1993) - als Johnny
- Prime Suspect 3 (1993) (televisiefilm)
- Dandelion Dead (1994) (televisiefilm)
- Black Beauty (1994)
- Total Eclipse (1995)
- Restoration  (1995)
- James and the Giant Peach (1996, als stemacteur)
- Dragonheart (1996)
- The Island of Dr. Moreau (1996) - als Douglas
- Seven Years in Tibet (1997) - als Peter Aufschnaiter
- The Big Lebowski (1998) - als Knox Harrington
- Divorcing Jack (1998)
- Besieged (1998)
- Whatever Happened to Harold Smith? (1999)
- The Miracle Maker (2000) (televisiefilm, als stemacteur)
- Gangster No. 1 (2000)
- Dinotopia (2002) (televisiefilm)
- Dinotopia (2002-2003) (televisieserie) - als Cyrus Crabb
- Cheeky (2003)
- Timeline (2003)
- Harry Potter and the Prisoner of Azkaban (2004) - als Remus Lupos
- Kingdom of Heaven (2005)
- All the Invisible Children (2005)
- The New World (2005) - als Wingfield
- Basic Instinct 2 (2006)
- The Omen (2006)
- Harry Potter and the Order of the Phoenix (2007) - als Remus Lupos
- The Inner Life of Martin Frost (2007)
- The Boy in the Striped Pyjamas (2008) - als Vader
- Harry Potter and the Half-Blood Prince (2009) - als Remus Lupos
- Veronika Decides to Die (2009)
- Mr. Nice (2010)
- London Boulevard (2010)
- Harry Potter and the Deathly Hallows part I (2010) - als Remus Lupos
- Harry Potter and the Deathly Hallows part II (2011) - als Remus Lupos
- War Horse (2011) - als Lyons
- RED 2 (2013) - als De Kikker
- The Zero Theorem (2013) - als Joby
- The Fifth Estate (2013) - als Nick Davies
- Queen and Country (2014) - als Bradley
- Stonehearst Asylum (2014) - als Mickey Finn
- The Theory of Everything (2014) - als Dennis Sciama
- Macbeth (2015) - als Duncan
- Anomalisa (2015) (stem) - als Michael Stone
- Legend (2015) - als Leslie Payne
- An Inspector Calls (2015) (televisiefilm)
- Regression (2015) - als Kenneth Raines
- Wonder Woman (2017) - als Sir Patrick/Ares
- Fargo (2017) (televisieserie) - als V.M. Varga
- The Mercy (2017) - als Rodney Hallworth
- Guest of Honour (2019) - als Jim
- I'm Thinking of Ending Things (2020) - als Vader
- The Sandman (2022) (televisieserie) - als John Dee
- Enola Holmes 2 (2022) - als Grail

## TV en streaming
- KAOS